# Russisches Nationalorchester

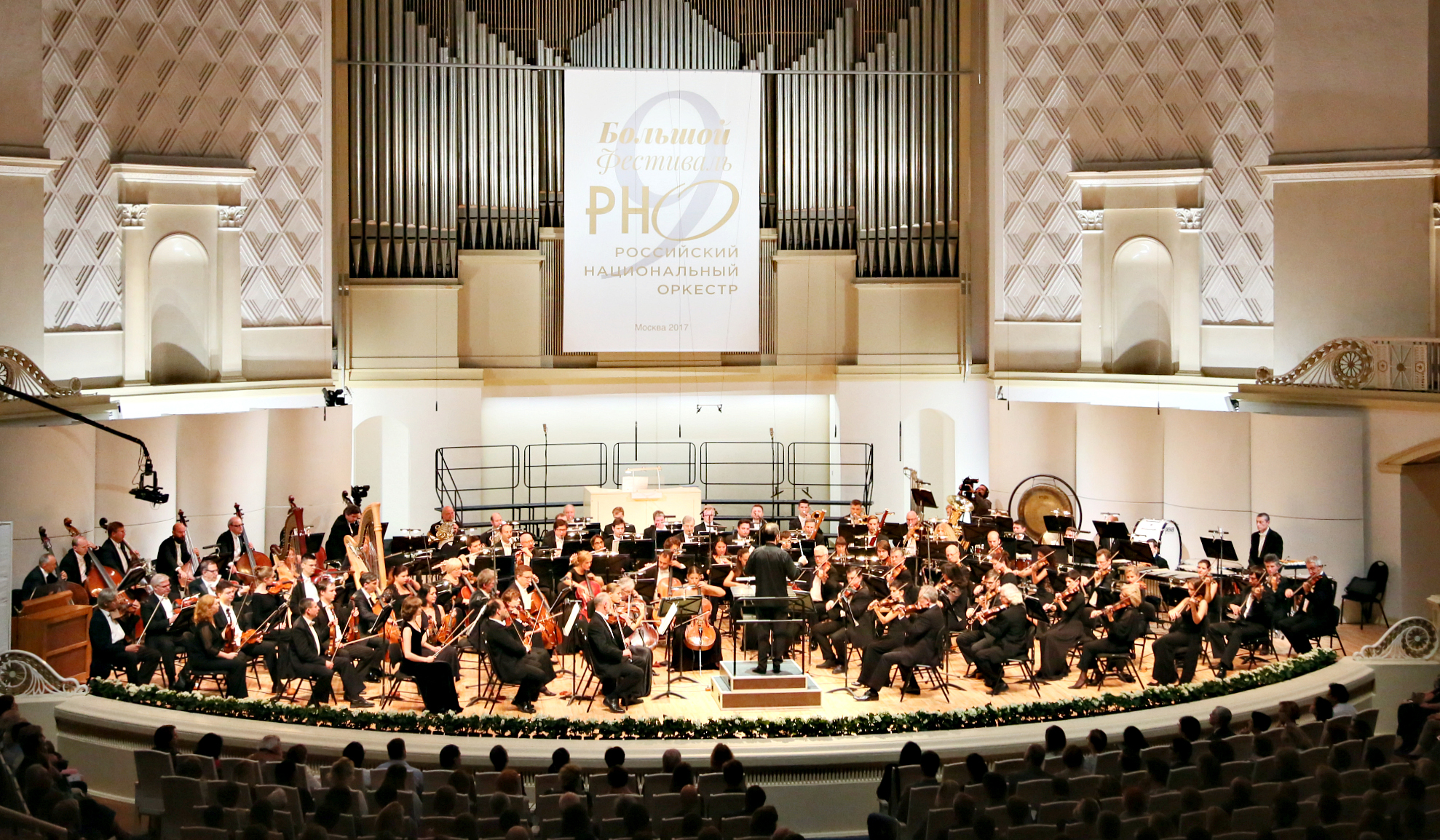
Russisches Nationalorchester (2017)

Das Russische Nationalorchester (RNO) (russisch Российский национальный оркестр, international Russian National Orchestra, zuvor russisch Российский национальный симфонический оркестр, РНСО) wurde 1990 als eines der ersten nicht-staatlichen Sinfonieorchester im postsowjetischen Russland von Michail Pletnjow unter dem Namen Russisches Nationalsymphonieorchester gegründet. 1994 erfolgte die Umbenennung in Russisches Nationalorchester.
Das Orchester ist in Moskau ansässig und hat keine feste Spielstätte. Es erhielt erstmals in der russischen Orchestergeschichte einen Grammy Award und wurde 2008 von der britischen Musikzeitschrift Gramophone als eines der 20 besten Orchester der Welt genannt. Das Orchester ist Träger des Europäischen Orchesterpreises.

## Gründung
Im Herbst 1990 nutze Michail Pletnjow die durch Gorbatschows Politik der Perestroika entstandene Gelegenheit, ein vom Staat unabhängiges Orchester zu gründen. Auf das Warum angesprochen äußerte Pletnjow, die Entscheidung würde sich aus vielen Komponenten zusammensetzen: „Manchmal denke ich, dass es nur ein glücklicher Zufall war. Manchmal denke ich, dass es mein Schicksal war. Manchmal denke ich, dass es eine politische Notwendigkeit war. Manchmal denke ich, es war das Ergebnis meiner eigenen egoistischen Absichten. Die Wahrheit ist – all diese Dinge.“ Zum einen wollte Pletnjow schon immer ein Orchester, zum anderen wurde er von Moskauer Musikern angesprochen, die sich mehr künstlerische Freiheit zugunsten der monetären Sicherheit einer Anstellung in einem staatlichen Orchester wünschten. Pletnjow fasste zusammen: „Bis 1989 war die Musikwelt düster. […] Wir wollten einfach ein Orchester, das frei von der Goskonzert und dem KGB ist.“ Der Begriff national im Orchesternamen wurde bewusst gewählt, um sich von den staatlichen Klangkörpern abzugrenzen.
Im Oktober begannen die Orchesterproben der Musiker, die vorher dem Bolschoi Theater Orchestra, dem Moskauer Philharmonieorchester und dem Moskauer Kammerorchester angehörten und am 16. November 1990 trat das RNO in Moskau erstmals an die Öffentlichkeit.

## Internationale Anerkennung
Das erfolgreiche Debütkonzert des RNO im November 1990 wurde international beachtet und das Orchester erhielt umgehend einen Plattenvertrag von dem unter der Virgin Group firmierenden Label Virgin Classis.   Die erste Aufnahme – Tschaikowskis Pathétique – bekam überwältigende Kritiken. Die Gramophone urteilte: „Ist es möglich, dass gewöhnliche Sterbliche so spielen können?“
Im Juni 1991 debütierte das RNO in Deutschland – Ivo Pogorelich hatte das Orchester kurzfristig für sein Festival in Bad Wörishofen engagiert. Es folgten Tourneen durch Italien, Spanien und Israel. Das RNO war das erste russische Orchester, das im Vatikan im Rahmen einer Privataudienz vor Johannes Paul II. auftrat und nach Wiederaufnahme der diplomatischen Beziehungen in Israel konzertierte. Im Januar 1993 spielte das Orchester erstmals in den Vereinigten Staaten. Im November 1993 wurde das RNO Exklusivpartner der Deutschen Grammophon, für die es 70 Tonträger bis 2012 aufnahm.
1996 konzertierte das RNO erstmals bei den Londoner Proms in der Royal Albert Hall, 1997 debütierte das Orchester in der Philharmonie Berlin und im Frühjahr 1998 in der Carnegie Hall in New York. 2005 erhielt das Orchester unter dem Dirigat von Kent Nagano für die Aufnahme von Prokofjews Peter und der Wolf einen Grammy Award in der Kategorie Bestes gesprochenes Album für Kinder und 2015 eine Grammy-Award-Nominierung für die Leningrader Sinfonie von Schostakowitsch unter dem Dirigat von Paavo Järvi in der Sparte Bestes Raumklang-Album.

## Dirigenten

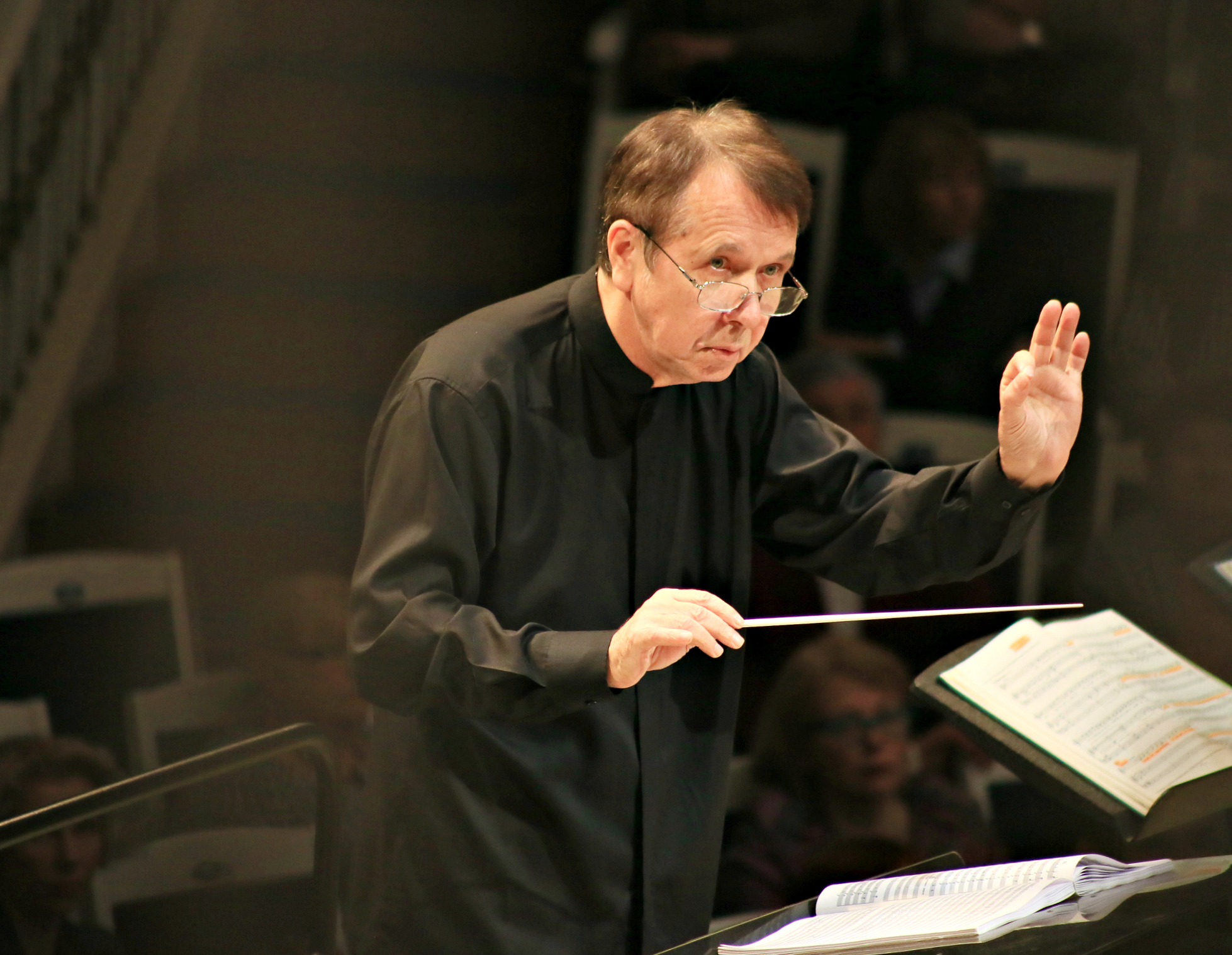
Michail Pletnjow (2017)

1999 zog sich Pletnjow als Chefdirigent des RNO zurück, wurde Ehrendirigent des Orchesters und übergab die Position des Generalmusikdirektors an Wladimir Spiwakow. Als dieser im September 2002 zurücktrat und mit Wladimir Putins Unterstützung die staatliche Russische Nationalphilharmonie gründete, der sich 31 RNO Mitglieder anschlossen, kehrte Pletnjow als künstlerischer Leiter zurück und leitete das RNO zusammen mit einem Dirigenten-Kollegium, bestehend aus Kent Nagano, Paavo Berglund, Christian Gansch, Wladimir Jurowski und Alexander Wedernikow. 2006 übernahm Pletnjow erneut die Generalmusikdirektion, von 2006 bis 2011 war Jurowski Erster Gastdirigent des Orchesters.
Über die Jahre hat eine Vielzahl von Gastdirigenten mit dem RNO konzertiert und teilweise Aufnahmen realisiert, unter ihnen Alain Altinoglu, Boris Beresowski, Leon Botstein, Charles Dutoit, Mark Elder, Christoph Eschenbach, Claus Peter Flor, Jakub Hrůša, Paavo Järvi, Kirill Karabits, Yakov Kreizberg, Ingo Metzmacher, Christoph-Mathias Mueller, Riccardo Muti, Andris Nelsons, Alondra de la Parra, Antonio Pappano, Itzhak Perlman, Wassili Petrenko, Carlo Ponti jr., Julian Rachlin, Gennadi Roschdestwenski, Gerard Schwarz, Rodion Schtschedrin, Leonard Slatkin, Marc Tardue, Michael Tilson Thomas, Alberto Zedda, Nikolaj Znaider, Pinchas Zukerman und weitere.

## Finanzierung
Finanziert wurde das Orchester anfangs von russischen Sponsoren, später zusätzlich durch die Stiftung Russian Arts Foundation – zu deren Kuratorium auch Helmut Schmidt und Edward Heath gehörten. Die US-amerikanische gemeinnützige Stiftung wurde von Richard P. Walker, dem Generalmanager des RNO, 1992 ins Leben gerufen, um den kulturellen Austausch und das gegenseitige Verständnis zwischen Russland, den Vereinigten Staaten und anderen Ländern exemplarisch durch die finanzielle Unterstützung des RNO zu fördern.
Aufgrund der Weltfinanzkrise schränkten Sponsoren ihr finanzielles Engagement ein. Das RNO, angewiesen auf diese Drittmittel, stand 2008 vor dem wirtschaftlichen Aus und war in seiner Existenz gefährdet. Das Orchester gab 2009 seine Unabhängigkeit auf, unterstellte sich dem Kulturministerium und wird seither staatlich finanziert. Weitere Geldmittel erhält das RNO seit 2006 von der Michail-Pletnjow-Stiftung zur Förderung der nationalen Kultur, seit 2008 von der Michail-Prochorow-Stiftung, darüber hinaus von Firmen und Einzelpersonen.

## Gegenwart

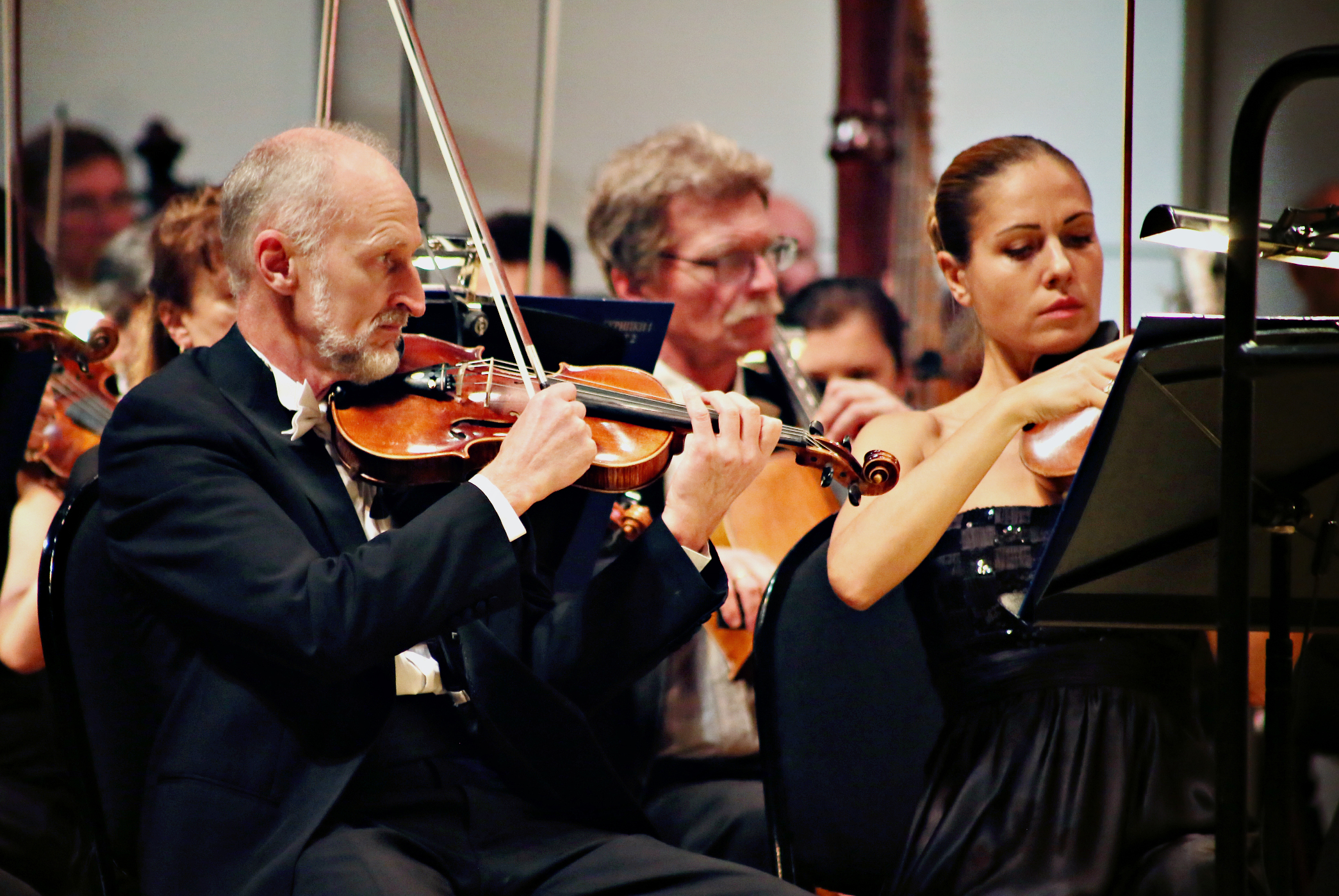
Konzertmeister Alexei Bruni (2017)

Das RNO unternimmt seit der Gründung jährlich Tourneen durch Europa, die Vereinigten Staaten und Asien und eröffnet die Konzertsaison in Moskau seit 2009 mit dem international beachteten RNO Grand Festival. Plattenlabel des Orchesters ist die durch Naxos vertriebene niederländische PentaTone classics.
Alexei Bruni ist seit Bestehen Konzertmeister des Sinfonieorchesters und Mitglied des RNO  Streichquartetts. Zu den Kammermusikensembles des Orchesters gehören außerdem das RNO  Streichquintett, das RNO Bläserquintett, die Vier Streicher, das RNO Perkussion-Ensemble und das RNO Blechbläserquintett.
Probenort des Orchesters ist seit 1998 das angemietete Orchestrion, ein zum Konzertsaal umgebautes ehemaliges Kino im Moskauer Stadtteil Tscherjomuschki.

## Aufnahmen (Auswahl)
- Pjotr Tschaikowski: Sinfonie Nr. 6 Pathétique in h-Moll op. 74, Slawischer Marsch b-Moll op. 31; Dirigat: Michail Pletnjow. (Virgin Classics, 1992. Aufnahme im März 1991 in der Blackheath Concert Halls, London.)
- Sergei Prokofjew:  Klavierkonzert Nr. 3 in C-Dur op. 26 und Sergei Rachmaninow: 3. Klavierkonzert op. 30 in d-Moll; Dirigat: Gennadi Roschdestwenski, Solist: Michail Pletnjow. (Deutsche Grammophon, 2003. Aufnahme im September 2002 im Großen Saal des Moskauer Konservatoriums.)
- Sergei Prokofjew: Peter und der Wolf op. 67 und Jean-Pascal Beintus Wolf Traks; Dirigat: Kent Nagano, Erzähler: Michail Gorbatschow, Sophia Loren und Bill Clinton. (PentaTone Classics, 2003. Aufnahme vom August 2002 bis März 2003.)
- Dmitri Schostakowitsch: 11. Sinfonie in g-Moll op. 103; Dirigat: Michail Pletnjow. (PentaTone Classics, 2006. Live-Aufnahme vom 14. Februar 2005 im Palais des Beaux-Arts de Bruxelles.)
- Ludwig van Beethoven: The Nine Symphonies; Dirigat: Mikhail Pletnjow. (Deutsche Grammophon, 2007. Aufnahme im Juni/Juli im Großen Saal des Moskauer Konservatoriums.)
- Dmitri Schostakowitsch: 15. Symphonie in A-Dur op. 141 und Hamlet, Schauspielmusik op. 32 (1932); Dirigat: Michail Pletnjow. (PentaTone Classics, 2009. Aufnahme vom März 2008 im DZZ Studio 5, Moskau.)
- Dmitri Schostakowitsch: 7. Sinfonie Leningrader in C-Dur op. 60; Dirigat: Paavo Järvi. (PentaTone Classics, 2015. Aufnahme im Februar 2014 im Großen Saal des Moskauer Konservatoriums.)
- Dmitri Schostakowitsch: Sinfonie Nr. 4 in c-Moll op. 43 und 10. Sinfonie in e-Moll op. 93; Dirigat: Michail Pletnjow. (PentaTone Classics, 2018. Aufnahme vom 9. bis 16. Februar 2017 in der Rachmaninow-Konzertsaal in der Philharmonia-2, Moskau.)

## Auszeichnungen (Auswahl)

### Preise
- 2003: Grammy-Award-Nominierung für die Aufnahme der dritten Klavierkonzerte von Prokofjew und Rachmaninow in der Kategorie Beste Soloinstrument-Darbietung mit Orchester.[27]
- 2004: Grammy Award in der Kategorie Bestes gesprochenes Album für Kinder für Prokofjew Peter und der Wolf und Beintus’ Wolf Traks.
- 2009: BBC Music Magazine Month’s Choices für Schostakowitschs 15. Symphonie und Hamlet.[28]
- 2015: Diapason d’or im Monat September in der Kategorie Le Coin des Collectionneurs für Schostakowitschs 7. Symphonie.[29]
- 2015: Diapason d’or de l’année für Paavo Järvi unter anderem für Schostakowitschs 7. Symphonie.[30]
- 2016: Grammy-Award Nominierung für Schostakowitschs 7. Symphonie in der Kategorie Bestes Raumklang-Album.

### Ehrungen
- 1995: Nennung der Debütaufnahme mit Werken von Tschaikowskis Pathétique und dem Slawischen Marsch, Virgin Classics 1992, in der Gramophone-Liste The 100 Greatest Classical Recordings of All Time.[31]
- 2005: Europäischer Orchesterpreis der Europäischen Kulturstiftung Pro Europa
- 2008: Wahl unter die 20 besten Orchester der Welt durch ein internationales Gremium renommierter Musikkritiker.[32]